# Hanadi
Hanadi (هنادي) est une ville du nord-ouest de la Syrie faisant partie du district et du gouvernorat de Lattaquié. Elle se trouve au sud de Lattaquié. La ville est le chef-lieu administratif de la nahié (canton) de Hanadi, dans le district de Lattaquié.
Selon le recensement de 2004, Hanadi comptait alors 3 076 habitants. Sa population est majoritairement alaouite

## Biographie
- Fabrice Balanche, La Région alaouite et le pouvoir syrien, éd. Karthala, 2006,  (ISBN 2845868189) (thèse présentée en 2000 à l'université de Tours).